# Grete Berget

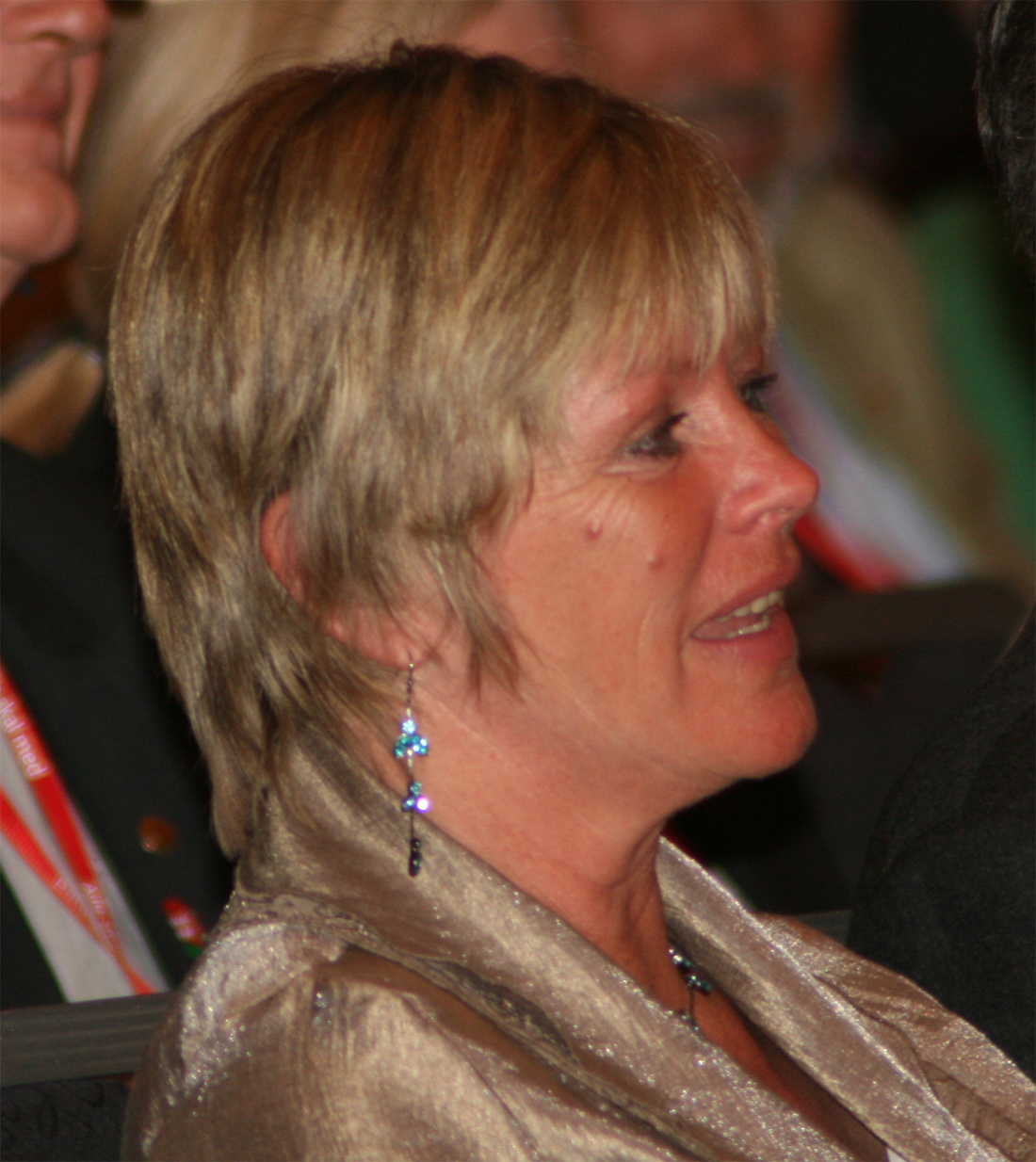
Grete Berget (2009)

Grete Berget (* 25. März 1954 in Nord-Fron; † 9. November 2017 in Oslo) war eine norwegische Politikerin der Arbeiderpartiet und Journalistin. Von 1991 bis 1996 war sie Familienministerin.

## Leben
Berget machte eine Ausbildung zur Weberin. Danach betrieb sie zwischen 1976 und 1978 eine eigene Webstube, wo sie das Handwerk auch unterrichtete. 1978 begann sie als Journalistin zu arbeiten. Von 1984 bis 1985 besuchte sie eine Hochschule für Journalismus. In der Zeit zwischen 1985 und 1988 schrieb sie für die linke Zeitung Arbeiderbladet (heute Dagsavisen). In den Jahren 1988 bis 1989 war sie die Pressesprecherin der Ministerpräsidentin. Von 1996 bis 2001 war sie in der Pressearbeit ihrer Partei tätig.
Von 1979 bis 1982 saß Berget im Kommunalparlament von Nord-Fron. Zwischen 1981 und 1982 war sie Vorsitzende der Jugendorganisation Arbeidernes Ungdomsfylking (AUF) in der damaligen Provinz Oppland, zwischen 1985 und 1987 fungierte sie als stellvertretende Vorsitzende der AUF auf Landesebene. 1990 arbeitete sie als Beraterin im norwegischen Pendant zum Kanzleramt, dem Büro der Staatsministerin. 
Am 15. November 1991 wurde sie zur Ministerin im Kinder- und Familienministerium ernannt. Sie übte das Amt bis zum 25. Oktober 1996 aus. 2003 wurde sie Generalsekretärin der pro-europäischen Europabevegelsen i Norge.